# 14104 Delpino
14104 Delpino eller 1997 TV är en asteroid i huvudbältet som upptäcktes den 2 oktober 1997 av den italienska astronomen Valter Giuliani vid Sormano-observatoriet. Den är uppkallad efter astronomen Federico Ernesto Delpino.
Asteroiden har en diameter på ungefär 11 kilometer och den tillhör asteroidgruppen Veritas.